# Болгаристика
Болгаристика — наукова дисципліна, яка вивчає болгарські об’єкти та проблеми. Вона орієнтована переважно на гуманітарні науки, які охоплюють питання болгарської мови, болгарської літератури, болгарської історії та археології, кирило-мефодієвські студії, болгарського мистецтва, болгарської традиційної духовної та матеріальної культури. 
Болгаристика тісно переплітається зі слов'янознавством, палеословістикою, візантістикою та балканістикою. Її початок поклав Йосиф Добровський, який, спантеличений відсутністю болгарської мови в Порівняльному словнику всіх мов і діалектів, надрукованому в Петербурзі в 1787-1789 роках, вважав славеснорбський язик болгарським — різко критикуючи в 1792 р. Августа Людвіга Шлецера, що останній відокремлює болгарську мову від славеснорбського язика. 
Венелін Юрій Іванович зробив величезний і особливий внесок у розвиток болгаристики в 19 столітті.